# コロナチン
コロナチン（coronatine、略称: COR）は、微生物Pseudomonas syringaeによって生産される毒素である。コロナチンは、病原菌に関連した分子パターンに応答して閉鎖した気孔の再開口や、感染が始まった後のサリチル酸によって媒介される応答の妨害に関与している。コロナチンはジャスモン酸メチル (MeJA) に似たコロナファシン酸 (CFA) のカルボキシル基とコロナミン酸 (CMA) のアミノ基がアミド結合により縮合した構造をしている。